# Fredrik Karlström
Fredrik Karlström, född 18 maj 1973, är en åländsk företagare och politiker (Moderat Samling för Åland). Han är Ålands näringsminister sedan december 2019.
Han kom in i Ålands lagting första gången 1999 som ersättare för Olof Salmén och fick ett eget mandat i valet 2003. Han återvaldes 2007. I ett sommarprat i Yle Vega sommaren 2015 avslöjade Karlström att han inte tänkte ställa upp i lagtingsvalet samma höst. 
Inom politiken har han kämpat mot korruption, avskaffande av TV-licensen och för småföretagare. Han äger radiostationen Steel FM, plåtverkstaden och maskinuthyrningen Klintens Plåt samt är en av initiativtagarna till SushiBussen på Åland men är inte längre aktiv i bolagen. Karlström är initiativtagare till SteelFMhjälpen.
Karlström är hemmahörande i Jomala där han är invald i fullmäktige.